# Jung Da-bin
Jung Da-bin (* 25. April 2000 in Seoul) ist eine südkoreanische Schauspielerin.

## Leben
Jung Da-bin besuchte die Incheon Wondang High School und begann anschließend ein Studium in Theater und Film an der Hanyang-Universität in ihrer Heimatstadt Seoul. Sie begann ihre Schauspielkarriere bereits 2004 mit ersten Film- und Fernsehrollen, eine größere Rolle folgte 2005 im K-Drama Wonderful Life.
2010 war Jung Da-bin als Lee Ji-na in 62 Folgen der Fernsehserie Life Is Beautiful zu sehen. Dennoch blieben die meisten ihrer Schauspielauftritte weiterhin meist nur klein. Für ihre Rolle als junge Ok-nyeo (die ältere Ok-nyeo spielte Jin Se-yeon) in der Historienserie Flowers of the Prison erhielt sie 2016 einen MBC Drama Award als beste Jungdarstellerin.
Größere Bekanntheit erlangte Jung Da-bin 2020 durch die Hauptrolle der Seo Min-hee in der zehnteiligen Netflix-Serie Extracurricular. Im selben Jahr folgte eine weitere Hauptrolle in der Serie Live On. 2023 spielte Jung eine der Hauptfiguren in der 20 Folgen langen Serie High Cookie.
Jung hat eine ältere Schwester, die professionell Golf spielt (Jung Ha-min) und einen jüngeren Bruder.

## Filmografie (Auswahl)
- 2005: Bravo, My Life (Saranghae, Malsun-ssi)
- 2005: Wonderful Life (Fernsehserie, 16 Folgen)
- 2006: Now and Forever (Yeonriji)
- 2006: Love Truly (Jinjja Jinjja Joahae; Fernsehserie, vier Folgen)
- 2008: Iljimae (Fernsehserie, zwei Folgen)
- 2010: Life Is Beautiful (Insaengeun Areumdawo; Fernsehserie, 62 Folgen)
- 2011: Sign (Fernsehserie, zwei Folgen)
- 2011: Manny (Maeni; Fernsehserie, 16 Folgen)
- 2013: Prime Minister & I (Chongriwa Na; Fernsehserie, eine Folge)
- 2015: Beating Again (Sunjeonge Banhada; Fernsehserie, eine Folge)
- 2015: She Was Pretty (Geunyeoneun Yeppeotta; Fernsehserie, vier Folgen)
- 2016: Flowers of the Prison (Okjunghwa; Fernsehserie)
- 2020: Extracurricular (Ingansueop; Fernsehserie, 10 Folgen)
- 2020: Live On (Fernsehserie, acht Folgen)
- 2022: Glitch (Geullichi; Fernsehserie)
- 2023: High Cookie (Haikuki; Fernsehserie, 20 Folgen)